# Kurtamyshsky (huyện)
Huyện Kurtamyshsky (tiếng Nga: ? райо́н) là một huyện hành chính tự quản (raion), của Tỉnh Kurgan, Nga. Huyện có diện tích 3932 kilômét vuông, dân số thời điểm ngày 1 tháng 1 năm 2000 là 40600 người. Trung tâm của huyện đóng ở Kurtamysh.